# Valerio Massimo Manfredi

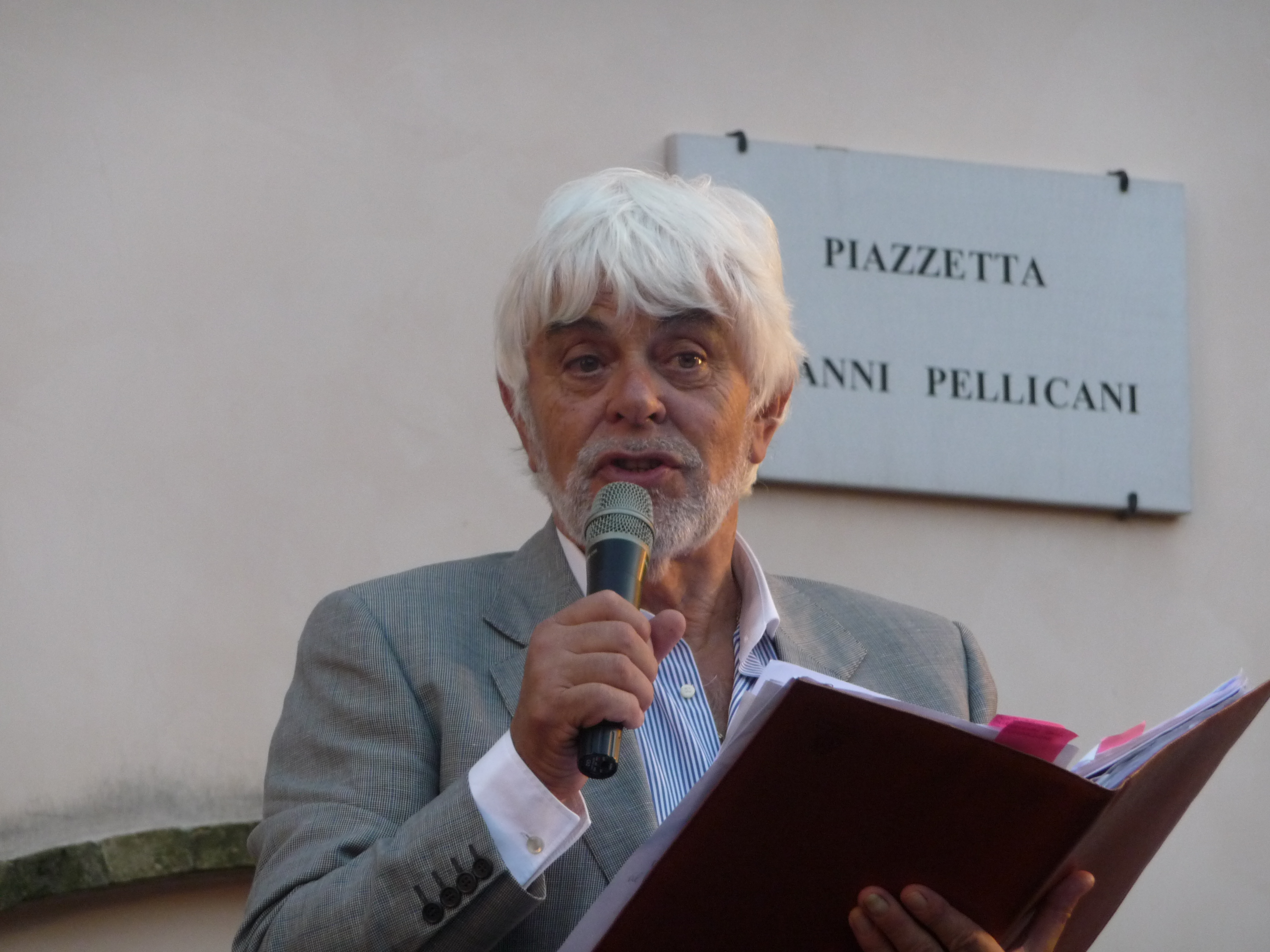
Valerio Massimo Manfredi

Valerio Massimo Manfredi (* 8. März 1943 in Piumazzo, Castelfranco Emilia, Provinz Modena) ist ein italienischer Schriftsteller und ehemaliger Archäologe und Philologe.
Manfredi veröffentlichte unter anderem eine Romantrilogie über Alexander den Großen.
Er ist verheiratet mit Christine Fedderson Manfredi und hat mit ihr zwei Kinder, Giulia und Fabio.

## Werke

### Belletristik
Alexander-Trilogie
- Figlio del sogno. 3. Aufl. Mondadori, Mailand 1998, ISBN 88-04-45606-X.
  - Der makedonische Prinz. Neuausg. Piper, München 2005, ISBN 978-3-492-26153-1.
- Le sabbie di Amon. Mondadori, Mailand 1998, ISBN 88-04-45607-8.
  - König von Asien. Neuausg. Piper, München 2005, ISBN 978-3-492-26154-8.
- Il confine del mondo. Mondadori, Mailand 2002, ISBN 88-04-50970-8.
  - Der Herrscher der Welt. Neuausg. Piper, München 2005, ISBN 978-3-492-26155-5.

Romane
- L’ultima legione. 4. Aufl. Mondadori, Mailand 2002, ISBN 88-04-50363-7.
  - Die letzte Legion. Roman. Piper, München 2004, ISBN 3-492-24148-4.
- Chimaira. Mondadori, Mailand 2002, ISBN 88-04-50111-1.
  - Das etruskische Ritual. Roman. Neuausg. Piper, München 2006, ISBN 3-492-24737-7.
- Il faraone delle sabbie. Mondadori, Mailand 1998, ISBN 88-04-43604-2.
  - Die Jagd nach dem Wüstengrab. Roman. Piper, München 2003, ISBN 3-492-23863-7.
- Palladion. Mondadori, Mailand 1985, ISBN 88-04-35005-9.
  - Das Standbild der Athene. Roman. Piper, München 2004, ISBN 3-492-24198-0.
- La torre della solitudine. Mondadori, Mailand 1996, ISBN 88-04-40584-8.
  - Turm der Einsamkeit. Roman. Piper, München 2004, ISBN 3-492-24199-9.
- L’oracolo. Mondadori, Mailand 1990, ISBN 88-04-33920-9.
  - Das Totenorakel. Roman. Piper, München 2004, ISBN 3-492-24200-6 (früherer Titel Das Orakel).
- Lo scudo di Talos. Mondadori, Mailand 1988, ISBN 88-04-30886-9.
  - Talos, Sohn von Sparta. Roman. Neuausg. Piper, München 2004, ISBN 3-492-24166-2 (früherer Titel Der Schild des Talos).
- Il tiranno. 4. Aufl. Mondadori, Mailand 2003, ISBN 88-04-51814-6.
  - Der Tyrann von Syrakus. Neuausg. Piper, München 2007, ISBN 978-3-492-24947-8.
- L’impero dei draghi. Mondadori, Mailand 2005, ISBN 88-04-53417-6.
  - Das Reich der Drachen. historischer Thriller. Piper, München 2010, ISBN 978-3-492-25759-6.

Erzählungen
- I cento cavalieri. Mondadori, Mailand 2002, ISBN 978-88-04-49117-0 (Inhalt: I cento cavalieri, Hotel Bruni, Ortensia, L’ora di notte, La statua di neve, Il vasaio di Acarne, Turno di notte, La spada d’oro, La strada, Il kriss di Emilio, De imperio, Il tesoro del Suphan).

### Sachbücher
- La strada dei Diecimila. Topografia e geografia dell’oriente di Senofonte. Jaca Books, Mailand 1986, ISBN 88-16-95020-X.
- I greci d’oriente. Mondadori, Mailand 1996, ISBN 88-04-39785-3.
- Mare greco. Eroi ed esploratori nel mediterraneo antico. Mondadori, Mailand 1992, ISBN 88-04-35980-3.
- Petra e le città della Siria. Mondadori, Mailand 1985.
  - Petra und andere berühmte Totenstädte. Pawlak Verlag, Herrsching 1989, ISBN 3-88199-587-0.
- Akropolis. La grande epopea di Atene. Mondadori, Mailand 2000, ISBN 88-04-47801-2.
- Le isole fortunate. Topografia di un mito. L’Erma di Bretschneider, Rom 1996, ISBN 88-7062-945-7.

## Verfilmung
- 2007 Doug Lefler (Regie): Die letzte Legion.